# Помилки та фальсифікації в наукових дослідженнях
«Помилки та фальсифікації в наукових дослідженнях» (пізніше перейменований у «Плагіат і фальсифікації в наукових працях»), відомий також як «false-science.ucoz.ua» (за доменним ім'ям цього вебсайту), — це спільнота та неофіційний інтернет-ресурс українських науковців, які відстоюють академічну доброчесність, на якому розглядають питання плагіату серед наукових працівників за рахунок запозичень із праць інших авторів і представлення таких запозичень як власних результатів.
Сайт під початковою назвою «Помилки та фальсифікації в наукових дослідженнях» заснував у січні 2015 року з метою інформування про псевдонауку та боротьби з плагіатом у наукових дослідженнях кандидат біологічних наук, доцент Сумського державного університету Олег Смірнов, який є адміністратором сайту, — один із членів неформальної громадської антиплагіатної ініціативи «Дисергейт». Вона взяла собі за мету «пошук плагіату та псевдонауки в дисертаціях українських можновладців» та оприлюднює на сайті свої матеріали. На ньому можна стежити за її діяльністю. Зокрема, вона присуджує громадську антипремію «Академічна негідність». Українські науковці створили та ведуть цей сайт, зокрема, для боротьби з плагіатом в наукових роботах, збирають інформацію про фальсифікаторів та імітаторів науки та публікують відомості про плагіат, фальсифікації і помилки в дисертаціях і наукових статтях українських учених.
На думку О. М. Рижко, сайт можна порівнювати з польським «Етика і патології польського академічного середовища» (пол. Etyka i patologie polskiego środowiska akademickiego, nfaetyka.wordpress.com), на якому розміщуються матеріали, пов‘язані з плагіатом, і що є окремим сервісом Незалежного академічного форуму (пол. Niezależne Forum Akademickie), заснованого J. Wieczorek.
Сайт згадується у навчальному посібнику Л. Атраментової «Дизайн и статистика» (2015) як джерело цікавих прикладів того, як плагіатори намагаються приховати запозичений з інших мов текст, але їх видають помилки перекладу.
У 2019 році Інститут історії України НАН України вказав сайт серед своїх партнерських ресурсів. У 2020 році сайт зазначали серед інтернет-ресурсів у робочих програмах навчальних дисциплін Одеського національного університету імені І. І. Мечникова.
При розголосі в червні 2020 року щодо плагіату в роботах Сергія Миколайовича Шкарлета, який тоді тимчасово виконував обов'язки міністра освіти і науки України, на ресурсі розмістили порівняльний аналіз його робіт з роботами інших авторів, а також розслідування про системність плагіату при захисті з економічних наук у Чернігівському національному технологічному університеті, де С. М. Шкарлет працював ректором. Публікації з цього сайту були джерелом доказової бази для всіх звернень до Національного агентства із забезпечення якості вищої освіти про академічний плагіат у наукових публікаціях С. М. Шкарлета та стали підставою для перевірки Комітетом з питань етики Нацагенства. Провайдер відключав сервери Інтернет-видання «Новинарня» через скарги на лінкування та відтворення матеріалів сайту. А в січні 2021 року до адміністраторів сервера false-science.ucoz.ua надходили вимоги видалити відповідні сторінки сайту, що стало причиною публічної колективної заяви більш ніж сорока науковців до міністерства, де на той момент С. М. Шкарлет уже перебував на посаді міністра.
10 січня 2024 року сайт переїхав на новий сервер «Odoo», зареєстрований у Бельгії, одночасно з ребрендингом. На сайті з новою назвою «Плагіат і фальсифікації в наукових працях» крім публікацій, присвячених академічній недоброчесності, був доданий «Чорний список» осіб, у дисертаціях чи наукових статтях яких знайдено плагіат, а також «Сірий список» наукових керівників, консультантів, голів та секретарів спеціалізованих вчених рад, опонентів та рецензентів, задіяних у захисті плагіатних дисертацій. Однак 13.06.2025 адміністрацією сервера сайт був закритий "через порушення правил використання сервісів Odoo", хоча конкретні подробиці порушення адміністрація надати відмовилася. Більшість сторінок сайту «Плагіат і фальсифікації в наукових працях» була збережена у Вебархіві, де з ними можна ознайомитися. 
Після 13.06.2025 сайт продовжив функціонувати на сервері Ucoz, і на ньому були заново розміщені публікації з сайту, видаленого з серверу Odoo. 
26.06.2025 назва сайту була змінена на «Плагіат і фальсифікації в наукових працях».